# Regina Casé

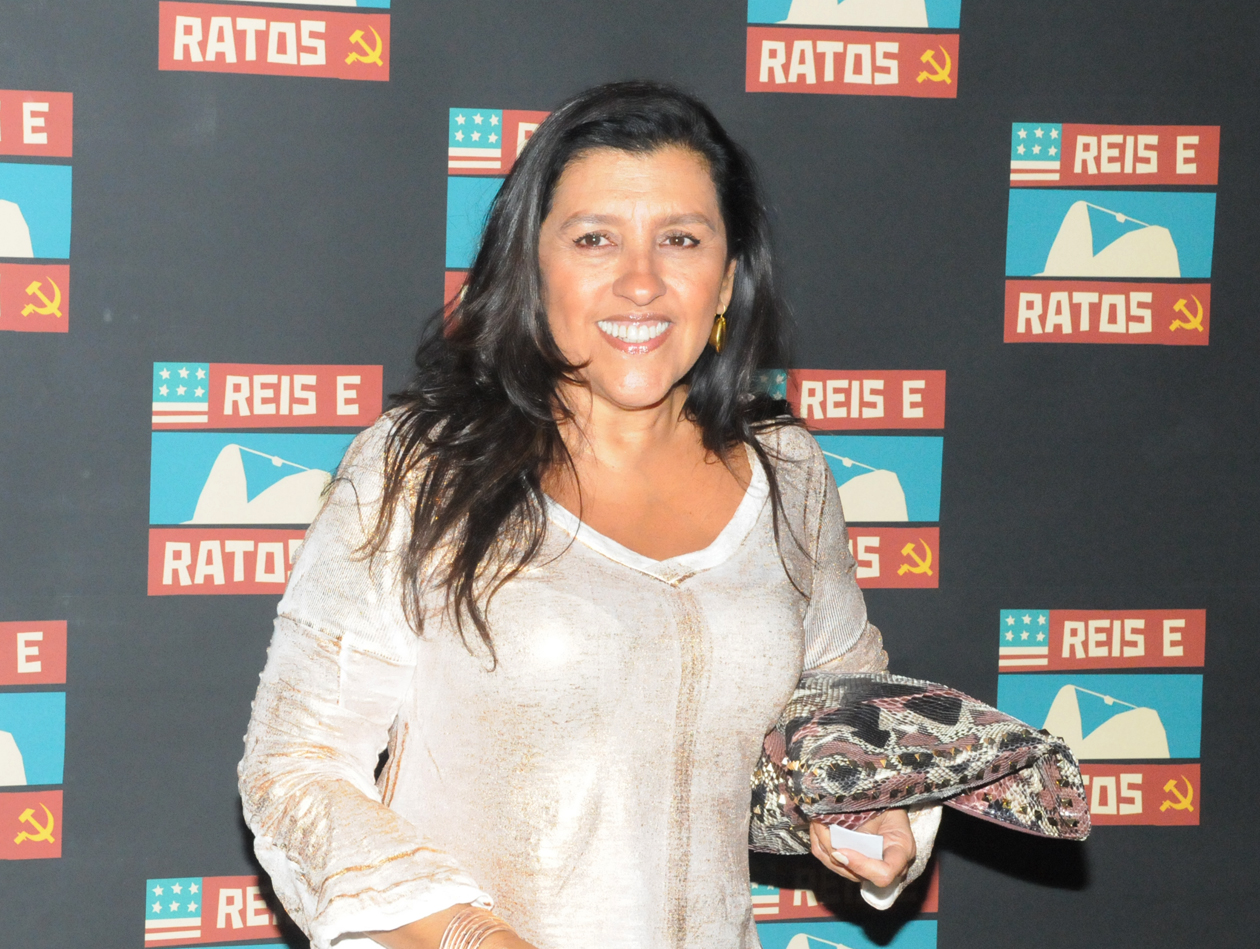
Regina Casé.

Regina Maria Barreto Casé (sinh ngày 25 tháng 2 năm 1954 tại Rio de Janeiro, Brazil) là một nữ diễn viên, diễn viên hài, người dẫn chương trình truyền hình và đạo diễn người Brazil.
Năm 1974, Casé, cùng với Hamilton Vaz Pereira, Jorge Alberto Soares, Luiz Arthur Peixoto e Daniel Dantas, thành lập một công ty sân khấu tên là Asdrúbal Trouxe o Trombone ở Rio de Janeiro. Nhóm này có ảnh hưởng trong bối cảnh văn hóa của Rio vào cuối những năm 1970. Sản phẩm đầu tay của nhóm là bản chuyển thể của Tổng thanh tra của Nikolai Gogol. Với vai diễn trong chương trình này, Casé đã giành giải của Thống đốc cho nữ diễn viên đột phá. Một sản phẩm quan trọng khác là Trate-me Leão năm 1977, đã giành được giải thưởng Molière.
Casé cũng bắt đầu xuất hiện trong các bộ phim vào những năm 1970, bao gồm Chuvas de Verão ("Những cơn mưa mùa hè") (1978) của đạo diễn Cacá Diegues. Sự nghiệp điện ảnh của cô bao gồm một số tác phẩm kinh điển của điện ảnh Brazil vào những năm 1980, bao gồm Eu Te Amo ("I Love You") (1981) của Arnaldo Jabor, Os Sete Gatinhos ("The Seven Kittens") (1980) của Neville de Almeida, O Segredo da Múmia ("Bí mật xác ướp") (1982) của Ivan Cardoso và A Marvada Carne (1985) của André Klotzel. Các tác phẩm điện ảnh khác trong thập niên 1980 bao gồm Rạp chiếu phim Falado ("Điện ảnh nói") (1986) của Caetano Veloso; O Grande Mentecapto ("The Big Lunatic") (1989) của Oswaldo Caldeira; và Eu, Tu, Eles ("Tôi, bạn, họ") (2001), bởi Andrucha Waddington. Cô cũng xuất hiện trong bộ phim Mỹ, Moon Over Parador ("Luar sobre Parador") (1988) của Paul Mazursky.